# Воинские звания и знаки различия РККА 1940—1943

## Изменения воинских званий и знаков различия

### Высший командный состав

#### Генералы и адмиралы
Генеральские и адмиральские звания в Красной Армии были введены 7 мая 1940 года Указами Президиума Верховного Совета СССР «Об установлении воинских званий высшего командного состава Красной Армии» и «Об установлении воинских званий высшего командного состава Военно-Морского Флота».
8 и 11 мая 1940 года данные Указы Президиума Верховного Совета СССР были объявлены приказами НКО СССР № 112 и НК ВМФ СССР № 233 соответственно.
В соответствии с этими указами вводились воинские звания высшего командного состава Красной Армии и ВМФ СССР:
- для общевойсковых командиров:
  - генерал-майор,
  - генерал-лейтенант,
  - генерал-полковник,
  - генерал армии,
  - Маршал Советского Союза (сохранено ранее установленное);
- для командиров родов войск:
  - Артиллерия:
    - генерал-майор артиллерии,
    - генерал-лейтенант артиллерии,
    - генерал-полковник артиллерии.

  - Авиация (в том числе морская авиация Военно-Морского Флота):
    - генерал-майор авиации,
    - генерал-лейтенант авиации,
    - генерал-полковник авиации.

  - Танковые войска:
    - генерал-майор танковых войск,
    - генерал-лейтенант танковых войск,
    - генерал-полковник танковых войск.

  - Войска связи:
    - генерал-майор войск связи,
    - генерал-лейтенант войск связи,
    - генерал-полковник войск связи.

  - Инженерные войска:
    - генерал-майор инженерных войск,
    - генерал-лейтенант инженерных войск,
    - генерал-полковник инженерных войск.

  - Технические войска (химические, железнодорожные, автомобильные, топографические):
    - генерал-майор технических войск,
    - генерал-лейтенант технических войск,
    - генерал-полковник технических войск;
- для высшего командного состава интендантской службы (в том числе Военно-Морского Флота):
  - генерал-майор интендантской службы,
  - генерал-лейтенант интендантской службы,
  - генерал-полковник интендантской службы;
- для высшего строевого командного состава корабельной службы Военно-Морского Флота:
  - контр-адмирал,
  - вице-адмирал,
  - адмирал,
  - адмирал флота;
- для высшего командного состава береговой службы Военно-Морского Флота:
  - генерал-майор береговой службы,
  - генерал-лейтенант береговой службы,
  - генерал-полковник береговой службы;
- для инженеров корабельной службы:
  - инженер-контр-адмирал,
  - инженер-вице-адмирал,
  - инженер-адмирал.

В статьях майских и июньских номеров газет за 1940 год подчёркивалось значение и авторитет званий генералов и адмиралов Советского Союза, отмечалась ответственность и роль носителей этих званий перед страной и историей:

Генералы готовят к боям и ведут в бой вооружённые силы народа. На полях сражений они осуществляют советскую военную доктрину.
— газета «Красная звезда», 5 июня 1940 года

Высшему командиру вручены жизни тысяч и тысяч бойцов. Он руководит боем и знает, как лучше применить имеющиеся силы и средства. Он отвечает за исход боя, за решительный разгром врага. Огромная масса людей, весь мощный организм современной войны должен неукоснительно повиноваться воле полновластного командира, гибко и чётко выполнять его приказы и решения.
— газета «Красная звезда», 9 мая 1940 года, статья «Генералы Красной Армии»
Уже 04.06.1940 Совет Народных Комиссаров по представлению специально созданной правительственной комиссии присвоил генеральские звания пятистам пятидесяти шести высшим командирам Красной Армии и ста шестнадцати высшим командирам Военно-Морского Флота.
Первыми советскими генералами армии стали Г. К. Жуков, К. А. Мерецков и И. В. Тюленев; до начала войны к ним добавились ещё «стерегшие рубежи Союза» И. Р. Апанасенко (командующий Дальневосточным фронтом) и Д. Г. Павлов (командующий Западным Особым ВО).
Также получили воинские звания:
- генерал-полковник артиллерии:
  - Н. Н. Воронов
- генерал-лейтенант:
  - В. И. Чуйков
  - В. Д. Соколовский
  - А. И. Ерёменко
  - М. М. Попов
  - М. П. Кирпонос (с февраля 1941 — генерал-полковник)
- генерал-лейтенант артиллерии:
  - Н. Ф. Дроздов
  - А. К. Сивков
- генерал-лейтенант танковых войск:
  - Я. Н. Федоренко
- генерал-лейтенант инженерных войск:
  - Д. М. Карбышев
- генерал-майор:
  - А. М. Василевский
  - Ф. И. Толбухин
  - К. К. Рокоссовский
- адмирал:
  - Л. М. Галлер
  - И. С. Исаков
  - Н. Г. Кузнецов

и другие. Однако новопроизведенные генералы в первые месяцы продолжили носить обмундирование со старыми знаками различия. Новые знаки различия были утверждены вместе с новой формой генералов 12-13 июля (Постановления Политбюро и Совнаркома, Приказ НКО № 212) и представляли собой ромбовидные петлицы (с окантовкой золотой канители) цвета рода войск и служб, а также нарукавные знаки золотого галуна и шитья. Воинские звания обозначались на петлицах золотистыми металлическими звездочками, генералы родов войск и служб носили в верхней части петлицы соответствующую эмблему (последняя, судя по кинофотодокументам, в ряде случаев на петлицах отсутствовала).
В августе 1941 г. в Действующей армии цветные петлицы были заменены на суконные хаки, а золотистые звездочки — на звездочки, выкрашенные зелёной краской. Однако все те же кинофотодокументы свидетельствуют, что в реальности генералы использовали как золотистые звездочки на защитных петлицах, так и окантовку последних жёлтой золотистой канителью. Тем же приказом в действующей армии отменялись нарукавные знаки. В тылу знаки различия оставались без изменения.

### Командный состав
1 сентября 1939 года Президиумом Верховного Совета СССР был принят Закон о воинской обязанности и воинской службе. Закон внес изменения в систему воинских званий командного и политического состава, установив такие звания как подполковник и старший батальонный комиссар. Это стало первой причиной изменения существующей системы знаков различия. Второй причиной стали итоги войны с Финляндией, показавшие необходимость повышения авторитета комсостава и особого выделения фигуры командира по отношению к другим лицам начальствующего состава.
25 июля 1940 года на Политбюро был рассмотрен вопрос о новых знаках различия. В соответствии с решением Политбюро в этот же день было принято Постановление Совнаркома СССР, а 26 июля — издан Приказ Наркома обороны СССР. В соответствии с этими документами:
- вводились новые нарукавные знаки различия из комбинации углов красного сукна и золоченого галуна;
- установлена окантовка петлиц комсостава золоченой канителью, в случае необходимости допускалась прежняя окантовка золоченым галуном (толщина окантовки была равна цветной окантовке полит и начсостава, таким образом, петлицы всех военнослужащих РККА приобрели геометрическое единообразие). Это привело к некоторому уменьшению общей длины гимнастерочных петлиц;
- установлено обязательное ношение эмблем родов войск на петлицах политработников;
- внешний вид нарукавных знаков различия политработников (пятиконечные звезды) оставлен без изменений.

Резкое увеличение численности вооруженных сил привело к количественному росту командного состава РККА и войск НКВД. Следствием этого стала нехватка золотого сырья для установленного 2-х процентного золочения кантов петлиц и галунов нарукавных знаков. Уже в начале 1941 года было допущено 1-процентное золочение, а также использование ещё более дешёвого галуна из золотистого шелка.
В январе 1941 года на военное время комначсоставу была установлена однобортная шинель (по образцу курсантской) с петлицами сукна цвета хаки, но латунными эмблемами родов войск и служб, цветными «кубиками» и «шпалами», а также установленными нарукавными знаками.
В августе 1941 года в действующей армии были отменены все цветные знаки различия и нарукавные знаки. «Шпалы», «кубики» и «ромбы» защитного цвета с осени 1941 года изготовлялись централизовано, однако на фронте часто использовались кустарные самодельные знаки различия, в том числе изготовленные за счет окрашивания в защитный цвет знаков различия и эмблем родов войск и служб мирного времени.
Знаки различия в тылу остались без изменений.

### Воинские звания младшего ком- и начсостава, а также рядового состава
Принятие Закона о воинской обязанности 1 сентября 1939 г. привело к резкому росту численности вооруженных сил СССР, а также установлению новых сроков службы для младшего начсостава (три года). Это потребовало не только пропорционального увеличения численности, но упорядочивания воинских званий младшего начсостава.
Рост численности вооруженных сил требовал новых командных кадров, что неизбежно породило соответствующий рост численности школ и училищ, а также количества курсантов, слушателей и учащихся, многие из которых обучались по сокращенным и ускоренным программам. 5 апреля 1940 года (Приказ № 87) были установлены новые петлицы для курсантов военных училищ и полковых школ:
- для военных училищ: цвет и кант по роду войск, в верхней части — красная суконная полоса параллельно канту, ниже неё — золотой галун; на петлице — эмблема рода войск и заглавные прописные буквы названия училища (к концу 1940 г. последние практически не использовались); курсанты-младшие командиры — соответствующие знаки различия;
- для полковых школ: цвет и кант по роду войск, в углу петлицы — треугольник алого сукна, по центру — алый просвет.

22 июня 1940 г. Нарком обороны СССР С. К. Тимошенко направил Председателю Совнаркома В. М. Молотову проект постановления СНК и Указа ПВС СССР о введении новых званий для младшего начсостава: ефрейтор, младший сержант, сержант, старший сержант, старшина. Ещё один документ был направлен 9 июля, однако ни соответствующий указ, ни постановление по неизвестным причинам так не были изданы. 2 ноября 1940 г. (Приказ № 391) новые звания и знаки различия младшего комначсостава были установлены ведомственным приказом НКО.
Новые знаки различия представляли собой петлицы (цвет и кант, а также эмблема — по роду войск и служб), в верхнем углу которых (от ефрейтора до старшины) закреплялся рифленый латунный треугольник, по центру проходил просвет алого сукна, на просвете (от младшего сержанта до старшины) размещались знаки различия; на петлицах старшины параллельно канту ниже него шел тонкий золотистый галун. Вместо суконного просвета разрешалось настрачивать шелковую красную полосу. Изредка латунный треугольник заменялся нашивкой из золоченого галуна. Из-за ограниченного времени перехода на новые знаки различия петлицы часто изготовлялись кустарным способом.
По роду службы МНС разделялся на категории: командный, технический, административный, медицинский, ветеринарный.
На заместителей политруков ношение новых петлиц не распространялось.

### Институт военных комиссаров
10.05.1937 решением ЦК ВКП(б) и СНК СССР во всех воинских частях, штабах, управлениях и учреждениях Красной Армии были введены комиссары, а в ротах и соответствующим им подразделениях — политруки. Опыт советско-финской войны 1939—1940 годов показал необходимость полного единоначалия и предоставления командирам всех прав и ответственности за состояние и действие войск в боевых условиях — в результате указом Президиума Верховного Совета СССР от 12.08.1940 институт военных комиссаров был отменён, а в соединениях (корпусах, дивизиях, бригадах), частях, кораблях, военно-учебных заведениях и учреждениях Красной Армии и Военно-Морского Флота вводились заместители командиров и начальников по политической части. Отмена института военных комиссаров, последовавшая через три месяца после введения генеральских и адмиральских званий, была одной из мер, направленных на повышение авторитета и ответственности высших командиров. Фактически с этого момента комиссарам и политрукам предписывается обязательное ношение на петлицах знаков по роду войск, подчеркивающих их войсковую, а не только партийную принадлежность (ГлавПУ РККА было номенклатурой Политбюро ЦК ВКП(б) и подчинялось напрямую ЦК, а не Наркому обороны). Судя по фотодокументам, высшие комиссары это требование часто игнорировали.
16.07.1941 Президиум Верховного Совета СССР принял указ «О реорганизации органов политической пропаганды и введении института военных комиссаров в Рабоче-Крестьянской Красной Армии». 20.07.1941 действие этого указа было распространено на Военно-Морской Флот. В ходе боевых действий, командные кадры РККА и ВМФ СССР накапливали боевой опыт, совместно с ними в военном отношении росли военные комиссары и политработники.
В итоге указами Президиума Верховного Совета СССР от 09.10.1942 и 13.10.1942 институт военных комиссаров в Красной Армии и Военно-Морском Флоте был отменён и установлено единоначалие. Одновременно для всего политического состава устанавливались общие с командным составом воинские звания и знаки различия.
Приказом от 09.10.1942 народный комиссар обороны обязал Военные советы фронтов и армий в месячный срок в пределах предоставленных им прав присвоить политическим работникам командные звания, а на полиработников со званием от старшего батальонного комиссара и выше предоставить аттестационные материалы в НКО к 15.11.1942.

## Знаки различия

### Маршал Советского Союза
С июля 1940 года новая форма и новые знаки отличия и у Маршалов Советского Союза:
- на петлицах ромбовидной формы вышивались большая золотая звезда, две лавровые ветви и эмблема — серп и молот,
- на рукавах — большая золотая звезда, окаймлённая красным кантом, и угольник золотого шитья, на красном просвете которого две золотые лавровые ветви.

### Знаки различия командного и начальствующего составов Красной Армии и ВМФ СССР на начало 1941 года

#### Сухопутные и Военно-воздушные силы Красной Армии
| Сухопутные и Военно-воздушные силы Красной Армии   | Сухопутные и Военно-воздушные силы Красной Армии    | Сухопутные и Военно-воздушные силы Красной Армии          | Сухопутные и Военно-воздушные силы Красной Армии          | Сухопутные и Военно-воздушные силы Красной Армии           |
| Воинское звание                                    | Воинское звание                                     | Знаки различия                                            | Знаки различия                                            | Знаки различия                                             |
| Воинское звание                                    | Воинское звание                                     | петличные                                                 | петличные                                                 | нарукавные                                                 |
| -------------------------------------------------- | --------------------------------------------------- | --------------------------------------------------------- | --------------------------------------------------------- | ---------------------------------------------------------- |
| Воинское звание                                    | Воинское звание                                     | Шинель и куртка ватная                                    | Френч, гимнастёрка и куртка ватная стёганая               | нарукавные                                                 |
| Рядовой состав                                     |                                                     |                                                           |                                                           |                                                            |
| Красноармеец                                       | Красноармеец                                        | Красноармеец                                              | Красноармеец                                              | отсутствуют                                                |
| Ефрейтор                                           | Ефрейтор                                            | Ефрейтор                                                  | Ефрейтор                                                  | отсутствуют                                                |
| Младший командный и младший начальствующий составы |                                                     |                                                           |                                                           |                                                            |
| Младший сержант                                    | Младший сержант                                     | Младший сержант                                           | Младший сержант                                           | отсутствуют                                                |
| Сержант                                            | Сержант                                             | Сержант                                                   | Сержант                                                   | отсутствуют                                                |
| Старший сержант                                    | Старший сержант                                     | Старший сержант                                           | Старший сержант                                           | отсутствуют                                                |
| Старшина                                           | Старшина                                            | Старшина                                                  | Старшина                                                  | отсутствуют                                                |
| Средний командный состав                           |                                                     |                                                           |                                                           |                                                            |
| Младший лейтенант                                  | Младший лейтенант                                   | Младший лейтенант                                         | Младший лейтенант                                         | Младший лейтенант                                          |
| Лейтенант                                          | Лейтенант                                           | Лейтенант                                                 | Лейтенант                                                 | Лейтенант                                                  |
| Старший лейтенант                                  | Старший лейтенант                                   | Старший лейтенант                                         | Старший лейтенант                                         | Старший лейтенант                                          |
| Старший командный состав                           |                                                     |                                                           |                                                           |                                                            |
| Капитан                                            | Капитан                                             | Капитан                                                   | Капитан                                                   | Капитан                                                    |
| Майор                                              | Майор                                               | Майор                                                     | Майор                                                     | Майор                                                      |
| Подполковник                                       | Подполковник                                        | Подполковник                                              | Подполковник                                              | Подполковник                                               |
| Полковник                                          | Полковник                                           | Полковник                                                 | Полковник                                                 | Полковник                                                  |
| Высший командный состав                            |                                                     |                                                           |                                                           |                                                            |
| Генерал-майор                                      | общевойсковой, артиллерия, танковые войска          | Генерал-майор · Генерал-майор · Генерал-майор             | Генерал-майор · Генерал-майор · Генерал-майор             | Генерал-майор                                              |
| Генерал-майор                                      | авиация                                             | Генерал-майор                                             | Генерал-майор                                             | н-з                                                        |
| Генерал-майор                                      | инженерные войска, войска связи, технические войска | Генерал-майор · Генерал-майор · Генерал-майор             | Генерал-майор · Генерал-майор · Генерал-майор             | н-з                                                        |
| Генерал-лейтенант                                  | общевойсковой, артиллерия, танковые войска          | Генерал-лейтенант · Генерал-лейтенант · Генерал-лейтенант | Генерал-лейтенант · Генерал-лейтенант · Генерал-лейтенант | Генерал-лейтенант                                          |
| Генерал-лейтенант                                  | авиация                                             | Генерал-лейтенант                                         | Генерал-лейтенант                                         | н-з                                                        |
| Генерал-лейтенант                                  | инженерные войска, войска связи, технические войска | Генерал-лейтенант · Генерал-майор · Генерал-лейтенант     | Генерал-лейтенант · Генерал-майор · Генерал-лейтенант     | н-з                                                        |
| Генерал-полковник                                  | общевойсковой, артиллерия, танковые войска          | Генерал-полковник · Генерал-полковник · Генерал-полковник | Генерал-полковник · Генерал-полковник · Генерал-полковник | Генерал-полковник                                          |
| Генерал-полковник                                  | авиация                                             | Генерал-майор                                             | Генерал-майор                                             | н-з                                                        |
| Генерал-полковник                                  | инженерные войска, войска связи, технические войска | Генерал-полковник · Генерал-полковник · Генерал-полковник | Генерал-полковник · Генерал-полковник · Генерал-полковник | н-з                                                        |
| Генерал армии                                      | Генерал армии                                       | Генерал армии                                             | Генерал армии                                             | Генерал армии                                              |
| Маршал Советского Союза                            | Маршал Советского Союза                             | Маршал Советского Союза                                   | Маршал Советского Союза                                   | Маршал Советского Союза                                    |
| Военно-политический состав Красной Армии           |                                                     |                                                           |                                                           |                                                            |
| Воинское звание                                    | Воинское звание                                     | Знаки различия                                            | Знаки различия                                            | Знаки различия                                             |
| Воинское звание                                    | Воинское звание                                     | петличные                                                 | петличные                                                 | нарукавные                                                 |
| Воинское звание                                    | Воинское звание                                     | Шинель и куртка ватная                                    | Френч, гимнастёрка и куртка ватная стёганая               | нарукавные                                                 |
| Младший начальствующий состав                      |                                                     |                                                           |                                                           |                                                            |
| Воинская должность                                 | Заместитель политрука (помощник политрука)          |                                                           |                                                           | Нарукавный знак военно-политического состава Красной Армии |
| Средний начальствующий состав                      |                                                     |                                                           |                                                           |                                                            |
| Младший политрук                                   | Младший политрук                                    |                                                           |                                                           | Нарукавный знак военно-политического состава Красной Армии |
| Политрук                                           | Политрук                                            |                                                           |                                                           | Нарукавный знак военно-политического состава Красной Армии |
| Старший начальствующий состав                      |                                                     |                                                           |                                                           |                                                            |
| Старший политрук                                   | Старший политрук                                    |                                                           |                                                           | Нарукавный знак военно-политического состава Красной Армии |
| Батальонный комиссар                               | Батальонный комиссар                                |                                                           |                                                           | Нарукавный знак военно-политического состава Красной Армии |
| Старший батальонный комиссар                       | Старший батальонный комиссар                        |                                                           |                                                           | Нарукавный знак военно-политического состава Красной Армии |
| Полковой комиссар                                  | Полковой комиссар                                   |                                                           |                                                           | Нарукавный знак военно-политического состава Красной Армии |
| Высший начальствующий состав                       |                                                     |                                                           |                                                           |                                                            |
| Бригадный комиссар                                 | Бригадный комиссар                                  | Бригадный комиссар РККА                                   | Бригадный комиссар РККА                                   | Нарукавный знак военно-политического состава Красной Армии |
| Дивизионный комиссар                               | Дивизионный комиссар                                | Дивизионный комиссар РККА                                 | Дивизионный комиссар РККА                                 | Нарукавный знак военно-политического состава Красной Армии |
| Корпусной комиссар                                 | Корпусной комиссар                                  | Корпусной комиссар РККА                                   | Корпусной комиссар РККА                                   | Нарукавный знак военно-политического состава Красной Армии |
| Армейский комиссар 2-го ранга                      | Армейский комиссар 2-го ранга                       | Армейский комиссар 2-го ранга РККА                        | Армейский комиссар 2-го ранга РККА                        | Нарукавный знак военно-политического состава Красной Армии |
| Армейский комиссар 1-го ранга                      | Армейский комиссар 1-го ранга                       | Армейский комиссар 1-го ранга РККА                        | Армейский комиссар 1-го ранга РККА                        | Армейский комиссар 1-го ранга РККА                         |

#### Военно-морской флот СССР
| Военно-морской флот СССР                                         | Военно-морской флот СССР                      | Военно-морской флот СССР | Военно-морской флот СССР                                                  | Военно-морской флот СССР               |
| Воинское звание                                                  | Воинское звание                               | Знаки различия           | Знаки различия                                                            | Знаки различия                         |
| Воинское звание                                                  | Воинское звание                               | петличные                | нарукавные                                                                | нарукавные                             |
| ---------------------------------------------------------------- | --------------------------------------------- | ------------------------ | ------------------------------------------------------------------------- | -------------------------------------- |
| Воинское звание                                                  | Воинское звание                               | петличные                | Шинель, бушлат, рубахи фланелевая и форменная, плащ-пальто и белый китель | Тужурка и синий китель                 |
| Рядовой состав                                                   |                                               |                          |                                                                           |                                        |
| Краснофлотец                                                     | Краснофлотец                                  | отсутствуют              | Краснофлотец                                                              | отсутствуют                            |
| Старший краснофлотец                                             | Старший краснофлотец                          | отсутствуют              | Старший краснофлотец                                                      | отсутствуют                            |
| Младший командный и младший начальствующий составы               |                                               |                          |                                                                           |                                        |
| Старшина 2-й статьи                                              | Старшина 2-й статьи                           | отсутствуют              | нарукавный знак вмф ссср                                                  | отсутствуют                            |
| Старшина 1-й статьи                                              | Старшина 1-й статьи                           | отсутствуют              | нарукавный знак вмф ссср                                                  | отсутствуют                            |
| Главный старшина                                                 | Главный старшина                              | отсутствуют              | Главный старшина                                                          | Главный старшина                       |
| Мичман                                                           | Мичман                                        | отсутствуют              | Мичман                                                                    | Мичман                                 |
| Средний командный состав                                         |                                               |                          |                                                                           |                                        |
| Младший лейтенант                                                | Младший лейтенант                             | отсутствуют              | Младший лейтенант                                                         | Младший лейтенант                      |
| Лейтенант                                                        | Лейтенант                                     | отсутствуют              | лейтенант                                                                 | Лейтенант                              |
| Старший лейтенант                                                | Старший лейтенант                             | отсутствуют              | Старший лейтенант                                                         | Старший лейтенант                      |
| Старший командный состав                                         |                                               |                          |                                                                           |                                        |
| Капитан-лейтенант                                                | Капитан-лейтенант                             | отсутствуют              | Капитан-лейтенант                                                         | Капитан-лейтенант                      |
| Капитан 3-го ранга                                               | Капитан 3-го ранга                            | отсутствуют              | Капитан 3 ранга                                                           | Капитан 3-го ранга                     |
| Капитан 2-го ранга                                               | Капитан 2-го ранга                            | отсутствуют              | Капитан 2 ранга                                                           | Капитан 2-го ранга                     |
| Капитан 1-го ранга                                               | Капитан 1-го ранга                            | отсутствуют              | Капитан 1 ранга                                                           | Капитан 1-го ранга                     |
| Высший командный состав                                          |                                               |                          |                                                                           |                                        |
| Контр-адмирал                                                    | Контр-адмирал                                 | отсутствуют              | Контр-адмирал                                                             | Контр-адмирал                          |
| Вице-адмирал                                                     | Вице-адмирал                                  | отсутствуют              | вице-адмирал                                                              | Вице-адмирал                           |
| Адмирал                                                          | Адмирал                                       | отсутствуют              | адмирал                                                                   | Адмирал                                |
| Адмирал флота                                                    | Адмирал флота                                 | отсутствуют              | адмирал флота                                                             | Адмирал флота                          |
| Высший командный состав Авиации ВМФ и Береговой обороны (службы) |                                               |                          |                                                                           |                                        |
| Генерал-майор авиации / береговой обороны                        | Генерал-майор авиации / береговой обороны     | отсутствуют              | генерал-майор · генерал-майор                                             | генерал-майор · генерал-майор          |
| Генерал-лейтенант авиации / береговой обороны                    | Генерал-лейтенант авиации / береговой обороны | отсутствуют              | генерал-лейтенант · генерал-лейтенант                                     | генерал-лейтенант · генерал-лейтенант  |
| Генерал-полковник авиации / береговой обороны                    | Генерал-полковник авиации / береговой обороны | отсутствуют              | генерал-полковник · генерал-полковник                                     | генерал-полковник · генерал-полковник  |
| Военно-политический состав ВМФ СССР                              |                                               | отсутствуют              |                                                                           |                                        |
| Воинское звание                                                  | Воинское звание                               | Знаки различия           | Знаки различия                                                            | Знаки различия                         |
| Воинское звание                                                  | Воинское звание                               | петличные                | нарукавные                                                                | нарукавные                             |
| Воинское звание                                                  | Воинское звание                               | петличные                | Шинель, бушлат, рубахи фланелевая и форменная, плащ-пальто и белый китель | Тужурка и синий китель                 |
| Младший начальствующий состав                                    |                                               |                          |                                                                           |                                        |
| Воинская должность                                               | Заместитель политрука (помощник политрука)    | отсутствуют              | Заместитель политрука                                                     | Заместитель политрука                  |
| Средний начальствующий состав                                    |                                               |                          |                                                                           |                                        |
| Младший политрук                                                 | Младший политрук                              | отсутствуют              | Младший политрук                                                          | Младший политрук ВМФ СССР              |
| Политрук                                                         | Политрук                                      | отсутствуют              | политрук                                                                  | Политрук ВМФ СССР                      |
| Старший начальствующий состав                                    |                                               |                          |                                                                           |                                        |
| Старший политрук                                                 | Старший политрук                              | отсутствуют              | Старший политрук                                                          | Старший политрук ВМФ СССР              |
| Батальонный комиссар                                             | Батальонный комиссар                          | отсутствуют              | Батальонный комиссар                                                      | Батальонный комиссар ВМФ СССР          |
| Полковой комиссар                                                | Полковой комиссар                             | отсутствуют              | Полковой комиссар                                                         | Полковой комиссар ВМФ СССР             |
| Высший начальствующий состав                                     |                                               |                          |                                                                           |                                        |
| Бригадный комиссар                                               | Бригадный комиссар                            | отсутствуют              | Бригадный комиссар                                                        | Бригадный комиссар ВМФ СССР            |
| Дивизионный комиссар                                             | Дивизионный комиссар                          | отсутствуют              | Дивизионный комиссар                                                      | Дивизионный комиссар ВМФ СССР          |
| Корпусной комиссар                                               | Корпусной комиссар                            | отсутствуют              | Корпусной комиссар                                                        | Корпусной комиссар ВМФ СССР            |
| Армейский комиссар 2-го ранга                                    | Армейский комиссар 2-го ранга                 | отсутствуют              | Армейский комиссар 2 р вмф                                                | Армейский комиссар 2-го ранга ВМФ СССР |
| Армейский комиссар 1-го ранга                                    | Армейский комиссар 1-го ранга                 | отсутствуют              | Армейский комиссар 1 ранга                                                | Армейский комиссар 1-го ранга ВМФ СССР |

#### Начальствующий состав (кроме военно-политического), высший командный состав интендантской службы Красной Армии и ВМФ СССР, и инженеры корабельной службы ВМФ СССР на начало 1941 года
В разные периоды 1942—1943 годов для различных категорий начальствующего состава РККА и ВМФ СССР вместо воинских званий, введённых в 1935 году (см. табл. ниже), были введены новые воинские звания.
Военнослужащие интендантской службы высшего военно-хозяйственного состава РККА и ВМФ СССР, а также инженеры корабельной службы Военно-Морского Флота, несколько ранее — 7 мая 1940 года, были причислены к категории командного состава, в связи с чем для них были установлены новые воинские звания, аналогичные другим воинским званиям командного состава. Военнослужащие, имеющие воинские звания 1935—1940 гг., подлежали переаттестации на новые воинские звания, не переаттестованные по той или иной причине — оставлялись в прежнем воинском звании. Инженерно-технический состав береговой службы сохранил старые воинские звания.
| Военно-технический, военно-хозяйственный и административный, военно-медицинский, военно-ветеринарный, военно-юридический составы Красной Армии и ВМФ СССР | Знаки различия                                                                                    | Знаки различия                                                                                    | Знаки различия                                   | Знаки различия                                   | Знаки различия                               | Знаки различия | Знаки различия | Знаки различия              |  |
| Военно-технический, военно-хозяйственный и административный, военно-медицинский, военно-ветеринарный, военно-юридический составы Красной Армии и ВМФ СССР | Сухопутные и Военно-воздушные силы Красной Армии                                                  | Сухопутные и Военно-воздушные силы Красной Армии                                                  | Сухопутные и Военно-воздушные силы Красной Армии | Сухопутные и Военно-воздушные силы Красной Армии | Военно-морской флот СССР                     | Военно-морской флот СССР | Военно-морской флот СССР                                                                                              | Военно-морской флот СССР    |  |
| Военно-технический, военно-хозяйственный и административный, военно-медицинский, военно-ветеринарный, военно-юридический составы Красной Армии и ВМФ СССР | петличные (цвета петлиц и окантовки — по роду войск [службы], петличные эмблемы — по роду службы) | петличные (цвета петлиц и окантовки — по роду войск [службы], петличные эмблемы — по роду службы) | нарукавные                                       | Высший командный состав интендантской службы     | Высший командный состав интендантской службы | нарукавные (цвет галунов и звёзд над галунами — по роду сил [службы], цвет просветов между галунами — по роду службы)                                             | нарукавные (цвет галунов и звёзд над галунами — по роду сил [службы], цвет просветов между галунами — по роду службы) | Инженеры корабельной службы |  |
| --- | ------------------------------------------------------------------------------------------------- | ------------------------------------------------------------------------------------------------- | ------------------------------------------------ | ------------------------------------------------ | -------------------------------------------- | --- | --- | --------------------------- |  |
| Воинское звание | Шинель                                                                                            | Френч, гимнастёрка и куртка ватная стёганая                                                       | нарукавные                                       | Воинское звание                                  | Воинское звание                              | Военно-технический, хозяйственный и административный, медицинский, ветеринарный, юридический составы: Шинель, плащ-пальто и белый китель / Тужурка и синий китель | Инженеры корабельной службы: Шинель, плащ-пальто и белый китель / Тужурка и синий китель                              | Воинское звание             |  |
| Средний состав |                                                                                                   |                                                                                                   |                                                  |                                                  |                                              | | |                             |  |
| Младший воентехник | петлица технического состава                                                                      | петлица технического состава                                                                      | отсутствуют                                      |                                                  |                                              | Младший инженер-лейтенант · Младший инженер-лейтенант | Младший инженер-лейтенант · Младший инженер-лейтенант                                                                 | Младший инженер-лейтенант   |  |
| |                                                                                                   |                                                                                                   | отсутствуют                                      |                                                  |                                              | | |                             |  |
| Воентехник 2-го ранга | -------------------                                                                               | петлица технического состава                                                                      | отсутствуют                                      |                                                  |                                              | Техник-интендант 2 р. | Инженер-лейтенант · Инженер-лейтенант                                                                                 | Инженер-лейтенант           |  |
| Техник-интендант 2-го ранга | -------------------                                                                               | петлица технического состава                                                                      | отсутствуют                                      |                                                  |                                              | Техник-интендант 2 р. | Инженер-лейтенант · Инженер-лейтенант                                                                                 | Инженер-лейтенант           |  |
| Военфельдшер | -------------------                                                                               | петлица технического состава                                                                      | отсутствуют                                      |                                                  |                                              | Техник-интендант 2 р. | Инженер-лейтенант · Инженер-лейтенант                                                                                 | Инженер-лейтенант           |  |
| Военветфельдшер | -------------------                                                                               | петлица технического состава                                                                      | отсутствуют                                      |                                                  |                                              | Техник-интендант 2 р. | Инженер-лейтенант · Инженер-лейтенант                                                                                 | Инженер-лейтенант           |  |
| Младший военный юрист | -------------------                                                                               | петлица технического состава                                                                      | отсутствуют                                      |                                                  |                                              | Техник-интендант 2 р. | Инженер-лейтенант · Инженер-лейтенант                                                                                 | Инженер-лейтенант           |  |
| |                                                                                                   |                                                                                                   | отсутствуют                                      |                                                  |                                              | | |                             |  |
| Воентехник 1-го ранга | петлица технического состава                                                                      | петлица технического состава                                                                      | отсутствуют                                      |                                                  |                                              | Старший военфельдшер | Старший инженер-лейтенант · Старший инженер-лейтенант                                                                 | Старший инженер-лейтенант   |  |
| Техник-интендант 1-го ранга | петлица технического состава                                                                      | петлица технического состава                                                                      | отсутствуют                                      |                                                  |                                              | Старший военфельдшер | Старший инженер-лейтенант · Старший инженер-лейтенант                                                                 | Старший инженер-лейтенант   |  |
| Старший военфельдшер | петлица технического состава                                                                      | петлица технического состава                                                                      | отсутствуют                                      |                                                  |                                              | Старший военфельдшер | Старший инженер-лейтенант · Старший инженер-лейтенант                                                                 | Старший инженер-лейтенант   |  |
| Старший военветфельдшер | петлица технического состава                                                                      | петлица технического состава                                                                      | отсутствуют                                      |                                                  |                                              | Старший военфельдшер | Старший инженер-лейтенант · Старший инженер-лейтенант                                                                 | Старший инженер-лейтенант   |  |
| Военный юрист | петлица технического состава                                                                      | петлица технического состава                                                                      | отсутствуют                                      |                                                  |                                              | Старший военфельдшер | Старший инженер-лейтенант · Старший инженер-лейтенант                                                                 | Старший инженер-лейтенант   |  |
| Старший состав |                                                                                                   |                                                                                                   |                                                  |                                                  |                                              | | |                             |  |
| Военинженер 3-го ранга | петлица технического состава                                                                      | петлица технического состава                                                                      | отсутствуют                                      |                                                  |                                              | Военюрист 3 р. | Инженер-капитан-лейтенант · Инженер-капитан-лейтенант                                                                 | Инженер-капитан-лейтенант   |  |
| Интендант 3-го ранга | петлица технического состава                                                                      | петлица технического состава                                                                      | отсутствуют                                      |                                                  |                                              | Военюрист 3 р. | Инженер-капитан-лейтенант · Инженер-капитан-лейтенант                                                                 | Инженер-капитан-лейтенант   |  |
| Военврач 3-го ранга | петлица технического состава                                                                      | петлица технического состава                                                                      | отсутствуют                                      |                                                  |                                              | Военюрист 3 р. | Инженер-капитан-лейтенант · Инженер-капитан-лейтенант                                                                 | Инженер-капитан-лейтенант   |  |
| Военветврач 3-го ранга | петлица технического состава                                                                      | петлица технического состава                                                                      | отсутствуют                                      |                                                  |                                              | Военюрист 3 р. | Инженер-капитан-лейтенант · Инженер-капитан-лейтенант                                                                 | Инженер-капитан-лейтенант   |  |
| Военный юрист 3-го ранга | петлица технического состава                                                                      | петлица технического состава                                                                      | отсутствуют                                      |                                                  |                                              | Военюрист 3 р. | Инженер-капитан-лейтенант · Инженер-капитан-лейтенант                                                                 | Инженер-капитан-лейтенант   |  |
| |                                                                                                   |                                                                                                   | отсутствуют                                      |                                                  |                                              | | |                             |  |
| Военинженер 2-го ранга | петлица технического состава                                                                      | петлица технического состава                                                                      | отсутствуют                                      |                                                  |                                              | Военинженер 2-го ранга | Инженер-капитан 3-го ранга · Инженер-капитан 3-го ранга                                                               | Инженер-капитан 3-го ранга  |  |
| Интендант 2-го ранга | петлица технического состава                                                                      | петлица технического состава                                                                      | отсутствуют                                      |                                                  |                                              | Военинженер 2-го ранга | Инженер-капитан 3-го ранга · Инженер-капитан 3-го ранга                                                               | Инженер-капитан 3-го ранга  |  |
| Военврач 2-го ранга | петлица технического состава                                                                      | петлица технического состава                                                                      | отсутствуют                                      |                                                  |                                              | Военинженер 2-го ранга | Инженер-капитан 3-го ранга · Инженер-капитан 3-го ранга                                                               | Инженер-капитан 3-го ранга  |  |
| Военветврач 2-го ранга | петлица технического состава                                                                      | петлица технического состава                                                                      | отсутствуют                                      |                                                  |                                              | Военинженер 2-го ранга | Инженер-капитан 3-го ранга · Инженер-капитан 3-го ранга                                                               | Инженер-капитан 3-го ранга  |  |
| Военный юрист 2-го ранга | петлица технического состава                                                                      | петлица технического состава                                                                      | отсутствуют                                      |                                                  |                                              | Военинженер 2-го ранга | Инженер-капитан 3-го ранга · Инженер-капитан 3-го ранга                                                               | Инженер-капитан 3-го ранга  |  |
| |                                                                                                   |                                                                                                   | отсутствуют                                      |                                                  |                                              | | |                             |  |
| Военинженер 1-го ранга | петлица технического состава                                                                      | петлица технического состава                                                                      | отсутствуют                                      |                                                  |                                              | Интендант 1 р. | Инженер-капитан 2-го ранга · Инженер-капитан 2-го ранга                                                               | Инженер-капитан 2-го ранга  |  |
| Интендант 1-го ранга | петлица технического состава                                                                      | петлица технического состава                                                                      | отсутствуют                                      |                                                  |                                              | Интендант 1 р. | Инженер-капитан 2-го ранга · Инженер-капитан 2-го ранга                                                               | Инженер-капитан 2-го ранга  |  |
| Военврач 1-го ранга | петлица технического состава                                                                      | петлица технического состава                                                                      | отсутствуют                                      |                                                  |                                              | Интендант 1 р. | Инженер-капитан 2-го ранга · Инженер-капитан 2-го ранга                                                               | Инженер-капитан 2-го ранга  |  |
| Военветврач 1-го ранга | петлица технического состава                                                                      | петлица технического состава                                                                      | отсутствуют                                      |                                                  |                                              | Интендант 1 р. | Инженер-капитан 2-го ранга · Инженер-капитан 2-го ранга                                                               | Инженер-капитан 2-го ранга  |  |
| Военный юрист 1-го ранга | петлица технического состава                                                                      | петлица технического состава                                                                      | отсутствуют                                      |                                                  |                                              | Интендант 1 р. | Инженер-капитан 2-го ранга · Инженер-капитан 2-го ранга                                                               | Инженер-капитан 2-го ранга  |  |
| Высший состав |                                                                                                   |                                                                                                   |                                                  |                                                  |                                              | | |                             |  |
| Бригинженер | петлица технического состава                                                                      | петлица технического состава                                                                      | отсутствуют                                      |                                                  |                                              | Бригинженер | Инженер-капитан 1-го ранга · Инженер-капитан 1-го ранга                                                               | Инженер-капитан 1-го ранга  |  |
| Бригинтендант | петлица технического состава                                                                      | петлица технического состава                                                                      | отсутствуют                                      |                                                  |                                              | Бригинженер | Инженер-капитан 1-го ранга · Инженер-капитан 1-го ранга                                                               | Инженер-капитан 1-го ранга  |  |
| Бригврач | петлица технического состава                                                                      | петлица технического состава                                                                      | отсутствуют                                      |                                                  |                                              | Бригинженер | Инженер-капитан 1-го ранга · Инженер-капитан 1-го ранга                                                               | Инженер-капитан 1-го ранга  |  |
| Бригветврач | петлица технического состава                                                                      | петлица технического состава                                                                      | отсутствуют                                      |                                                  |                                              | Бригинженер | Инженер-капитан 1-го ранга · Инженер-капитан 1-го ранга                                                               | Инженер-капитан 1-го ранга  |  |
| Бригвоенюрист | петлица технического состава                                                                      | петлица технического состава                                                                      | отсутствуют                                      |                                                  |                                              | Бригинженер | Инженер-капитан 1-го ранга · Инженер-капитан 1-го ранга                                                               | Инженер-капитан 1-го ранга  |  |
| |                                                                                                   |                                                                                                   | отсутствуют                                      | Высший состав                                    |                                              | | |                             |  |
| Дивинженер | петлица технического состава                                                                      | петлица технического состава                                                                      | отсутствуют                                      |                                                  |                                              | Дивврач | Дивинженер |                             |  |
| Дивинтендант | петлица технического состава                                                                      | петлица технического состава                                                                      | отсутствуют                                      |                                                  |                                              | Дивврач | Дивинженер |                             |  |
| Дивврач | петлица технического состава                                                                      | петлица технического состава                                                                      | отсутствуют                                      |                                                  |                                              | Дивврач | Дивинженер |                             |  |
| Дивветврач | петлица технического состава                                                                      | петлица технического состава                                                                      | отсутствуют                                      |                                                  |                                              | Дивврач | Дивинженер |                             |  |
| Диввоенюрист | петлица технического состава                                                                      | петлица технического состава                                                                      | отсутствуют                                      |                                                  |                                              | Дивврач | Дивинженер |                             |  |
| |                                                                                                   |                                                                                                   |                                                  |                                                  |                                              | | |                             |  |
| Генерал-майор интендантской службы | Генерал-майор интендантской службы                                                                | Генерал-майор интендантской службы                                                                | Генерал-майор                                    | Генерал-майор интендантской службы               | Генерал-майор интендантской службы           | нарукавный знак вмф 1940 · нарукавный знак вмф 1940 | Инженер-контр-адмирал · Инженер-контр-адмирал                                                                         | Инженер-контр-адмирал       |  |
| |                                                                                                   |                                                                                                   |                                                  |                                                  |                                              | | |                             |  |
| Коринженер | петлица технического состава                                                                      | петлица технического состава                                                                      | отсутствуют                                      |                                                  |                                              | Корвоенюрист | Коринженер |                             |  |
| Коринтендант | петлица технического состава                                                                      | петлица технического состава                                                                      | отсутствуют                                      |                                                  |                                              | Корвоенюрист | Коринженер |                             |  |
| Корврач | петлица технического состава                                                                      | петлица технического состава                                                                      | отсутствуют                                      |                                                  |                                              | Корвоенюрист | Коринженер |                             |  |
| Корветврач | петлица технического состава                                                                      | петлица технического состава                                                                      | отсутствуют                                      |                                                  |                                              | Корвоенюрист | Коринженер |                             |  |
| Корвоенюрист | петлица технического состава                                                                      | петлица технического состава                                                                      | отсутствуют                                      |                                                  |                                              | Корвоенюрист | Коринженер |                             |  |
| |                                                                                                   |                                                                                                   |                                                  |                                                  |                                              | | |                             |  |
| Генерал-лейтенант интендантской службы | Генерал-лейтенант интендантской службы                                                            | Генерал-лейтенант интендантской службы                                                            | Генерал-майор                                    | Генерал-лейтенант интендантской службы           | Генерал-лейтенант интендантской службы       | нарукавный знак вмф 1940 · нарукавный знак вмф 1940 | Инженер-вице-адмирал · Инженер-вице-адмирал                                                                           | Инженер-вице-адмирал        |  |
| |                                                                                                   |                                                                                                   |                                                  |                                                  |                                              | | |                             |  |
| Арминженер | петлица технического состава                                                                      | петлица технического состава                                                                      | отсутствуют                                      |                                                  |                                              | Армврач | Арминженер |                             |  |
| Арминтендант | петлица технического состава                                                                      | петлица технического состава                                                                      | отсутствуют                                      |                                                  |                                              | Армврач | Арминженер |                             |  |
| Армврач | петлица технического состава                                                                      | петлица технического состава                                                                      | отсутствуют                                      |                                                  |                                              | Армврач | Арминженер |                             |  |
| Армветврач | петлица технического состава                                                                      | петлица технического состава                                                                      | отсутствуют                                      |                                                  |                                              | Армврач | Арминженер |                             |  |
| Армвоенюрист | петлица технического состава                                                                      | петлица технического состава                                                                      | отсутствуют                                      |                                                  |                                              | Армврач | Арминженер |                             |  |
| |                                                                                                   |                                                                                                   |                                                  |                                                  |                                              | | |                             |  |
| Генерал-полковник интендантской службы | Генерал-полковник интендантской службы                                                            | Генерал-полковник интендантской службы                                                            | Генерал-майор                                    | Генерал-полковник интендантской службы           | Генерал-полковник интендантской службы       | нарукавный знак вмф 1940 · нарукавный знак вмф 1940 | Инженер-адмирал · Инженер-адмирал                                                                                     | Инженер-адмирал             |  |

Примечания
1. Цвета лампасов, петлиц и кантов для генералов и Маршала Советского Союза следующие:
  - для Маршала Советского Союза и общевойсковых генералов — красный.
  - для генералов артиллерии и танковых войск цвет петлиц чёрный (бархат), лампасов, кантов на фуражке — красный.
  - для генералов авиации — голубой.
  - для генералов войск связи, инженерных, технических войск и интендантской службы — малиновый.
2. Генералы артиллерии, танковых войск, авиации, войск связи, инженерных, технических войск и интендантской службы на петлицах имели установленные эмблемы по роду войск и службы.
3. Цвета родов войск были следующие:
  - пехота — малиновый;
  - артиллерия и автобронетанковые войска — чёрный;
  - ВВС и ВДВ — голубой;
  - кавалерия — синий;
  - хозяйственный и административный состав — темно-зелёный.
4. Петлицы командного состава были цветом по роду войск с окантовкой витым золотым галуном. Политическому составу они полагались с окантовкой цветом по роду войск. Командный и политический состав имели на петлицах эмблемы по роду войск.
5. Петлицы для младшего начальствующего состава — цветом по роду войск или службы, с суконным кантом цветом по роду войск, красный продольный просвет для всех родов войск и служб — одинаков. В петлицах располагались эмблема рода войск и золотистый треугольник (в верхнем углу).
6. В художественной литературе часто встречается разговорное название квадрата — «кубик», «кубарь», прямоугольника — «шпала».

### Знаки различия военнослужащих частей ВМФ, для которых установлена армейская форма одежды
9 апреля 1941 г. Постановлением Совета народных комиссаров СССР № 855-364сс для личного состава Береговой обороны и Морской авиации ВМФ устанавливалась армейская форма одежды с соответствующими знаками различия. Для отличия от военнослужащих РККА военнослужащим ВМФ тем же постановлением были введены специальные эмблемы по родам войск и служб — образца принятого в РККА, но смонтированные на якоре. Каждая из эмблем должна была, как и в Красной Армии, изготавливаться в двух вариантах — латунном (для рядового и младшего начальствующего состава) и золоченом (для начальствующего состава). 15 апреля 1941 г. Приказом НКВМФ № 0071, объявляющим Постановление СНК СССР, круг служб, личному составу которых устанавливалась армейская форма, был расширен за счет ИТС береговой службы и ветеринарной службы, а также генералы интендантской службы. 23 мая нарком ВМФ утвердил Типовой перечень подразделений ВМФ СССР (Приложение к Приказу № 00107) с разделением по форме одежды. В разряд получивших армейское обмундирование попали: морская пехота, стрелковые, пулемётные, инженерные, саперные, технические, химические, танковые, автомобильные, инженерно-строительные, строительные и железнодорожные части.
Такое положение официально сохранялось вплоть до марта 1943 г., хотя в августе-сентябре 1941 г. некоторым частям Береговой обороны и Морской авиации было возвращено флотское обмундирование.
| Группа             | Группа                         | Краснофлотец   | Старший краснофлотец          | Младший сержант             | Сержант            | Старший сержант                | Старшина       |
| ------------------ | ------------------------------ | -------------- | ----------------------------- | --------------------------- | ------------------ | ------------------------------ | -------------- |
| Петлицы            | К гимнастерке и куртке на вате | Красноармеец   | Ефрейтор                      | Младший сержант             | Сержант            | Старший сержант                | Старшина       |
| Петлицы            | К шинели и бушлату             | Красноармеец   | Ефрейтор                      | Младший сержант             | Сержант            | Старший сержант                | Старшина       |
| Род войск (служба) | Род войск (служба)             | Морская пехота | Химические войска (техсостав) | Морская авиация (техсостав) | Технические войска | Артиллерия (береговая оборона) | Морская пехота |

| Группа             | Группа                         | Младший лейтенант | Лейтенант                      | Старший лейтенант | Капитан           | Майор          | Подполковник    | Полковник       |
| ------------------ | ------------------------------ | ----------------- | ------------------------------ | ----------------- | ----------------- | -------------- | --------------- | --------------- |
| Петлицы            | К гимнастерке и куртке на вате | младший лейтенант | лейтенант                      | старший лейтенант | капитан           | майор          | подполковник    | полковник       |
| Петлицы            | К шинели и бушлату             | младший лейтенант | лейтенант                      | старший лейтенант | капитан           | майор          | подполковник    | полковник       |
| Нарукавный знак    | Нарукавный знак                | Младший лейтенант | Лейтенант                      | Старший лейтенант | Капитан           | Майор          | Подполковник    | Подполковник    |
| Род войск (служба) | Род войск (служба)             | Танковые войска   | Артиллерия (береговая оборона) | Морская авиация   | Инженерные войска | Морская пехота | Танковые войска | Морская авиация |

| Группа             | Группа                         | Младший воентехник | Воентехник 2-го ранга       | Политрук                                                   | Военинженер 3-го ранга | Военветврач 2-го ранга      | Старший батальонный комиссар                               | Полковой комиссар                                          |
| ------------------ | ------------------------------ | ------------------ | --------------------------- | ---------------------------------------------------------- | ---------------------- | --------------------------- | ---------------------------------------------------------- | ---------------------------------------------------------- |
| Петлицы            | К гимнастерке и куртке на вате | младший воентехник | воентехник 2-го ранга       | политрук                                                   | военинженер 3-го ранга | военветврач 2-го ранга вмф  | старший батальонный комиссар                               | старший батальонный комиссар                               |
| Петлицы            | К шинели и бушлату             | младший воентехник | воентехник 2-го ранга       | политрук                                                   | военинженер 3-го ранга | военветврач 2-го ранга вмф  | старший батальонный комиссар                               | старший батальонный комиссар                               |
| Нарукавный знак    | Нарукавный знак                | нет                | нет                         | Нарукавный знак военно-политического состава Красной Армии | нет                    | нет                         | Нарукавный знак военно-политического состава Красной Армии | Нарукавный знак военно-политического состава Красной Армии |
| Род войск (служба) | Род войск (служба)             | Технические войска | Морская авиация (техсостав) | Морская пехота                                             | Артиллерия (техсостав) | Военно- ветеринарная служба | Артиллерия (Береговая служба)                              | Морская пехота                                             |

| Группа             | Группа                         | Бригветврач                 | Дивизионный комиссар                                       | Коринженер                    | Армейский комиссар 2-го ранга                              | Генерал- майор       | Генерал- лейтенант | Генерал- полковник            |
| ------------------ | ------------------------------ | --------------------------- | ---------------------------------------------------------- | ----------------------------- | ---------------------------------------------------------- | -------------------- | ------------------ | ----------------------------- |
| Петлицы            | К гимнастерке и куртке на вате | бригветврач                 | дивизионный комиссар                                       | Файл: коринженер              | Армейский комиссар 2-го ранга РККА                         | генерал-майор        | генерал-лейтенант  | генерал-полковник             |
| Петлицы            | К шинели и бушлату             | бригветврач                 | дивизионный комиссар                                       | Файл: коринженер              | Армейский комиссар 2-го ранга РККА                         | генерал-майор        | генерал-лейтенант  | генерал-полковник             |
| Нарукавный знак    | Нарукавный знак                | нет                         | Нарукавный знак военно-политического состава Красной Армии | нет                           | Нарукавный знак военно-политического состава Красной Армии | н-з                  | н-з                | Генерал-полковник             |
| Род войск (служба) | Род войск (служба)             | Военно- ветеринарная служба | Артиллерия (Береговая служба)                              | Инженерно- техническая служба | Береговая служба                                           | Интендантская служба | Морская авиация    | Артиллерия (Береговая служба) |

### Изменения в знаках различия 1941 г.
В августе 1941 года приказом НКО (приказ НКО № 253 от 1 августа 1941 г.) в действующей армии и маршевых частях отменялось ношение всех цветных элементов обмундирования и знаков различия. Все знаки на петлицах и эмблемы родов войск и служб теперь покрывались защитной или темно-зеленой краской. В 1942 году появились знаки упрощенной формы — без бортиков и рифления. Полевая походная форма не предполагала ношение каких-либо нарукавных знаков, хотя соответствующие проекты были разработаны.
Этот приказ часто нарушался или даже в первое время не соблюдался вовсе, как правило, из-за проблем со снабжением и в связи с неистёкшим сроком носки обмундирования. Также в боевых условиях широко было распространено комбинированное ношение цветных и защитных элементов знаков различия и формы одежды.
| Знаки различия              | Знаки различия    | Воинское звание | Знаки различия              | Знаки различия       | Воинское звание |
| --------------------------- | ----------------- | --- | --------------------------- | -------------------- | --- |
| Гимнастерка и ватная куртка | Шинель и бушлат   | Воинское звание | Гимнастерка и ватная куртка | Шинель и бушлат      | Воинское звание |
| Красноармеец                | Красноармеец      | Красноармеец, краснофлотец, ефрейтор, старший краснофлотец                                                                                | Капитан                     | Капитан              | Капитан, старший политрук, военинженер 3-го ранга, интендант 3-го ранга, военврач 3-го ранга, военветврач 3-го ранга, военюрист 3-го ранга                  |
| младший сержант             | младший сержант   | Младший сержант | Майор                       | Майор                | Майор, батальонный комиссар, военинженер 2-го ранга, интендант 2-го ранга, военврач 2-го ранга, военветврач 2-го ранга, военюрист 2-го ранга                |
| Сержант                     | Сержант           | Сержант | Подполковник                | Подполковник         | Подполковник, старший батальонный комиссар, военинженер 1-го ранга, интендант 1-го ранга, военврач 1-го ранга, военветврач 1-го ранга, военюрист 1-го ранга |
| Старший сержант             | Старший сержант   | Старший сержант | Полковник                   | Полковник            | Полковник, полковой комиссар |
| Старшина                    | Старшина          | Старшина | Бригадный комиссар          | Бригадный комиссар   | Бригадный комиссар, бригинженер, бригврач, бригветврач, бригвоенюрист                                                                                       |
| Младший лейтенант           | Младший лейтенант | Младший лейтенант, младший воентехник | Дивизионный комиссар        | Дивизионный комиссар | Дивизионный комиссар, дивинженер, дивинтендант, дивврач, дивветврач, диввоенюрист                                                                           |
| Лейтенант                   | Лейтенант         | Лейтенант, младший политрук, воентехник 2-го ранга, техник-интендант 2-го ранга, военфельдшер, военветфельдшер, младший военюрист         | Корпусной комиссар          | Корпусной комиссар   | Корпусной комиссар, коринженер, коринтендант, корврач, корветврач, корвоенюрист                                                                             |
| Старший лейтенант           | Старший лейтенант | Старший лейтенант, политрук, воентехник 1-го ранга, техник-интендант 1-го ранга, старший военфельдшер, старший военветфельдшер, военюрист | Армейский комиссар          | Армейский комиссар   | Армейский комиссар 2-го ранга, арминженер, арминтендант, армврач, армвоенветврач, армвоенюрист                                                              |

### Воинские звания начальствующего состава РККА и ВМФ СССР в 1942—1943 гг.
1942 г.
В течение 1942—1943 годов в Народном Комиссариате обороны продолжалась отработка воинских званий начальствующего состава РККА и ВМФ СССР. Изменения были обусловлены тем, что воинские звания начальствующего состава характеризовались множественностью позиций и резко отличались не только от званий командного состава, но были существенно неодинаковы для разных служб.
Решениями Государственного комитета обороны СССР по данному вопросу были:
- постановление от 22.01.1942 № 1180сс «Вопросы военно-воздушных сил Красной Армии» ввело для военно-технического состава Военно-Воздушных Сил следующие воинские звания: техник-лейтенант, старший техник-лейтенант, инженер-капитан, инженер-майор, инженер-подполковник, инженер-полковник, генерал-майор инженерно-авиационной службы, генерал-лейтенант инженерно-авиационной службы и генерал-полковник инженерно-авиационной службы[14];
- постановлением ГКО СССР № 1528 от 04.04.1942 «О введении персональных воинских званий инженерно-техническому составу ВВС ВМФ» и приказом НК ВМФ от 10.04.1942 те же звания вводились в ВМФ СССР.
- в марте было принято аналогичные решения, касающееся воинских званий инженерно-технического состава:
  - постановлением ГКО СССР № 1381 от 03.03.1942 «О введении персональных воинских званий инженерно-техническому составу артиллерии Красной Армии» и Приказом НКО СССР № 68 от 04.03.1942 вводились следующие звания инженерно-технического состава артиллерии: техник-лейтенант, старший техник-лейтенант, инженер-капитан, инженер-майор, инженер-подполковник, инженер-полковник, генерал-майор, генерал-лейтенант, генерал-полковник инженерно-артиллерийской службы,
  - постановлением ГКО СССР № 1408 от 07.03.1942 «О введении персональных воинских званий инженерно-техническому составу автобронетанковых войск Красной Армии» и Приказом НКО СССР № 71 от 08.03.1942 вводились следующие звания инженерно-технического состава автобронетанковых войск: техник-лейтенант, старший техник-лейтенант, инженер-капитан, инженер-майор, инженер-подполковник, инженер-полковник, генерал-майор генерал-лейтенант, генерал-полковник инженерно-танковой службы.
  - Приказом НКО № 93 от 30.03.1942 объявлено постановление Государственного Комитета Обороны № 1494 от 26.03.1942, вводившее для старшего и среднего начальствующего состава интендантской службы воинские звания: лейтенант интендантской службы, старший лейтенант интендантской службы, капитан интендантской службы, майор интендантской службы, подполковник интендантской службы и полковник интендантской службы.
- Приказом НК ВМФ № 55 от 6 апреля 1942 года объявлено постановление Государственного Комитета Обороны № 1528 от 4 апреля 1942 года, вводившее для инженерно-технического состава военно-воздушных сил Военно-морского Флота следующие воинские звания: Техник-лейтенант, Старший техник-лейтенант, Инженер-капитан, Инженер-майор, Инженер-подполковник, Инженер-полковник, Генерал-майор инженерно-авиационной службы, Генерал-лейтенант инженерно-авиационной службы, Генерал-полковник инженерно-авиационной службы.
- Постановление ГКО СССР № 1912 от 17.06.1942 «О введении персональных воинских званий всему инженерно-техническому составу береговой службы Военно-Морского Флота Союза ССР» и приказом НК ВМФ от 27.06.1942 вводились следующие звания: инженер-лейтенант, старший инженер-лейтенант, инженер-капитан, инженер-майор, инженер-подполковник, инженер-полковник, инженер-генерал-майор, инженер-генерал-лейтенант, инженер-генерал-полковник береговой службы Военно-Морского Флота СССР.
- Идея о дифференциации воинских званий для лиц, имеющих высшее и среднее техническое образование приводит к введению к имеющимся (техник-лейтенант и старший техник-лейтенант) новых воинских званий для начальствующего состава артиллерии со средним техническим образованием: постановление ГКО СССР № 2303 от 13.09.1942 «О введении персональных воинских званий начальствующему составу артиллерии РККА, имеющему среднее техническое образование» и Приказ НКО СССР № 278 от 14.09.1942: капитан артиллерийско-технической службы, майор артиллерийско-технической службы, подполковник артиллерийско-технической службы и полковник артиллерийско-технической службы.
- Указом Президиума Верховного Совета СССР от 09.10.1942 «Об установлении полного единоначалия и упразднении института военных комиссаров в Красной Армии» объявленного приказом НКО № 307 от 09.10.1942 отменены существующие звания политического состава. Также полагалось:
  - военным советам фронтов и армий в месячный срок присвоить политическим работникам командные воинские звания в пределах предоставленных им прав;
  - военным советам фронтов предоставить в Наркомат обороны не позднее 15 ноября 1942 года через Главное политическое управление Красной Армии аттестационный материал для присвоения командных воинских званий политическим работникам, начиная со старшего батальонного комиссара и выше.

1943 г.
- Приказом НКО № 10 объявлено постановление Государственного Комитета Обороны № 2685 от 04.02.1943 «О введении персональных воинских званий военно-медицинскому и военно-ветеринарному составу Красной Армии», № ГОКО-2822 «О введении персональных воинских званий инженерно-техническому, юридическому и административному составу Красной Армии» (в административный состав включались военнослужащие, состоящие на службе в штабах, учреждениях, военно-учебных заведениях и органах местного военного управления [военных комиссариатах], и выполнявших организационную, мобилизационную и другие работы в Красной Армии)[15].
- от 14.02.1943 № 2890 «Об установлении персональных воинских званий для интендантского, медицинского, ветеринарного, административного и юридического состава ВМФ» в ВМФ СССР.
- Приказом НКО № 55 от 06.02.1943 объявлено постановление Государственного Комитета Обороны № 2822 от 04.02.1943 установившие для среднего, старшего и высшего инжненерно-технического состава войск связи, инженерных войск, войск противохимической защиты, топографических войск, железнодорожных войск Красной Армии звания: младший техник-лейтенант, техник-лейтенант, старший техник-лейтенант, инженер-капитан, инженер-майор, инженер-подполковник, инженер-полковник, генерал-майор, генерал-лейтенант, генерал-полковник инженерно-технической службы[15],

а для юридического и административного состава Красной Армии звания: младший лейтенант юстиции, лейтенант юстиции, старший лейтенант юстиции, капитан юстиции, майор юстиции, подполковник юстиции, полковник юстиции, генерал-майор юстиции, генерал-лейтенант юстиции, генерал-полковник юстиции; младший лейтенант административной службы, лейтенант административной службы, старший лейтенант административной службы, капитан административной службы, майор административной службы, подполковник административной службы, полковник административной службы соответственно.
- Приказом НК ВМФ от 27.02.1943 объявлено постановление Государственного Комитета Обороны № 2890 от 14.02.1943, вводившее воинские звания для интендантского, медицинского, ветеринарного, административного и юридического состава Военно-морского Флота.
- Последним изменением в данном направлении стало Постановление ГКО СССР № 6766 от 21.10.1944 «О введении воинских званий офицерскому составу ВВС Красной Армии, АДД, ИА ПВО и ВВС ВМФ, имеющему среднее техническое образование» и Приказ заместителя НКО СССР № 216 от 31.10.1944, которым вводились следующие воинские звания: капитан, майор, подполковник, полковник авиационно-технической службы.

| Военно-технический состав Военно-Воздушных Сил*) | Военно-технический состав Военно-Воздушных Сил*) | Военно-технический состав Военно-Воздушных Сил*) | Военно-технический состав Военно-Воздушных Сил*) | Инженерно-технический состав автобронетанковых войск и артиллерии**) | Инженерно-технический состав автобронетанковых войск и артиллерии**) | Инженерно-технический состав автобронетанковых войск и артиллерии**) | Инженерно-технический состав автобронетанковых войск и артиллерии**)  | Интендантская служба***)                                     | Интендантская служба***)                                     | Интендантская служба***)                                     | Интендантская служба***)                                     |
| Знаки различия                                   | Знаки различия                                   | Знаки различия                                   | Воинское звание                                  | Знаки различия                                                       | Знаки различия                                                       | Знаки различия                                                       | Воинское звание                                                       | Знаки различия                                               | Знаки различия                                               | Знаки различия                                               | Воинское звание                                              |
| ------------------------------------------------ | ------------------------------------------------ | ------------------------------------------------ | ------------------------------------------------ | -------------------------------------------------------------------- | -------------------------------------------------------------------- | -------------------------------------------------------------------- | --------------------------------------------------------------------- | ------------------------------------------------------------ | ------------------------------------------------------------ | ------------------------------------------------------------ | ------------------------------------------------------------ |
| Петличные                                        | Петличные                                        | Нарукавные                                       | Воинское звание                                  | Петличные                                                            | Петличные                                                            | Нарукавные                                                           | Воинское звание                                                       | Петличные                                                    | Петличные                                                    | Нарукавные                                                   | Воинское звание                                              |
| Гимнастерка, китель, френч                       | Шинель                                           | Нарукавные                                       | Воинское звание                                  | Гимнастерка, китель, френч                                           | Шинель                                                               | Нарукавные                                                           | Воинское звание                                                       | Гимнастерка, китель, френч                                   | Шинель                                                       | Нарукавные                                                   | Воинское звание                                              |
| техник-лейтенант                                 | техник-лейтенант                                 | Лейтенант                                        | техник-лейтенант                                 | техник-лейтенант                                                     | техник-лейтенант                                                     | Лейтенант                                                            | техник-лейтенант                                                      | лейтенант                                                    | лейтенант                                                    | Лейтенант                                                    | лейтенант интендантской службы                               |
| старший техник-лейтенант                         | старший техник-лейтенант                         | Старший лейтенант                                | старший техник-лейтенант                         | старший техник-лейтенант                                             | старший техник-лейтенант                                             | Старший лейтенант                                                    | старший техник-лейтенант                                              | старший лейтенант                                            | старший лейтенант                                            | Старший лейтенант                                            | старший лейтенант интендантской службы                       |
| инженер-капитан                                  | инженер-капитан                                  | Капитан                                          | инженер-капитан                                  | инженер-капитан                                                      | инженер-капитан                                                      | Капитан                                                              | инженер-капитан                                                       | капитан                                                      | капитан                                                      | Капитан                                                      | капитан интендантской службы                                 |
| инженер-майор                                    | инженер-майор                                    | Майор                                            | инженер-майор                                    | инженер-майор                                                        | инженер-майор                                                        | Майор                                                                | инженер-майор                                                         | майор                                                        | майор                                                        | Майор                                                        | майор интендантской службы                                   |
| инженер-подполковник                             | инженер-подполковник                             | Подполковник                                     | инженер-подполковник                             | инженер-подполковник                                                 | инженер-подполковник                                                 | Подполковник                                                         | инженер-подполковник                                                  | подполковник                                                 | подполковник                                                 | Подполковник                                                 | подполковник интендантской службы                            |
| инженер-полковник                                | инженер-полковник                                | Полковник                                        | инженер-полковник                                | инженер-полковник                                                    | инженер-полковник                                                    | Полковник                                                            | инженер-полковник                                                     | полковник                                                    | полковник                                                    | Полковник                                                    | полковник интендантской службы                               |
| генерал-майор                                    | генерал-майор                                    | н-з                                              | генерал-майор инженерно-авиационной службы       | генерал-майор                                                        | генерал-майор                                                        | Генерал-майор                                                        | генерал-майор инженерно-танковой /инженерно-артиллерийской службы     | Генеральские звания и знаки различия установлены в 1940 году | Генеральские звания и знаки различия установлены в 1940 году | Генеральские звания и знаки различия установлены в 1940 году | Генеральские звания и знаки различия установлены в 1940 году |
| генерал-лейтенант                                | генерал-лейтенант                                | н-з                                              | генерал-лейтенант инженерно-авиационной службы   | генерал-лейтенант                                                    | генерал-лейтенант                                                    | Генерал-лейтенант                                                    | генерал-лейтенант инженерно-танковой /инженерно-артиллерийской службы | Генеральские звания и знаки различия установлены в 1940 году | Генеральские звания и знаки различия установлены в 1940 году | Генеральские звания и знаки различия установлены в 1940 году | Генеральские звания и знаки различия установлены в 1940 году |
| генерал-полковник                                | генерал-полковник                                | н-з                                              | генерал-полковник инженерно-авиационной службы   | генерал-полковник                                                    | генерал-полковник                                                    | Генерал-полковник                                                    | генерал-полковник инженерно-танковой /инженерно-артиллерийской службы | Генеральские звания и знаки различия установлены в 1940 году | Генеральские звания и знаки различия установлены в 1940 году | Генеральские звания и знаки различия установлены в 1940 году | Генеральские звания и знаки различия установлены в 1940 году |

```
*) Постановление ГКО от 
22.01
.
1942
 № 1180сс; новая эмблема ИТС ВВС — в соответствии с Приказом НКО №121 от 12.04.1942.
**) Постановления ГКО СССР № 1408 от 
07.03
.
1942
 и № 1381 от 
03.03
.
1942
 
***) Постановление Государственного Комитета Обороны № 1494 от 
26.03
.
1942
. Цвет петлиц — по роду войск.
```

| Воинское звание                                | Знаки различия                                                          | Знаки различия                                | Знаки различия                                | Воинское звание                            | Знаки различия                                                          | Знаки различия                                | Знаки различия                                |
| Воинское звание                                | Части, которым установлено обмундирование РККА                          | Части, которым установлено обмундирование ВМФ | Части, которым установлено обмундирование ВМФ | Воинское звание                            | Части, которым установлено обмундирование РККА                          | Части, которым установлено обмундирование ВМФ | Части, которым установлено обмундирование ВМФ |
| ---------------------------------------------- | ----------------------------------------------------------------------- | --------------------------------------------- | --------------------------------------------- | ------------------------------------------ | ----------------------------------------------------------------------- | --------------------------------------------- | --------------------------------------------- |
| Воинское звание                                | Петлицы к шинели, гимнастерке, нарукавный знак                          | Шинель, плащ-пальто и белый китель            | Тужурка и синий китель                        | Воинское звание                            | Петлицы к шинели, гимнастерке, нарукавный знак                          | Шинель, плащ-пальто и белый китель            | Тужурка и синий китель                        |
| Техник-лейтенант                               | техник-лейтенант · техник-лейтенант · Лейтенант                         | техник-лейтенант                              | техник-лейтенант                              | Инженер-лейтенант                          | техник-лейтенант · техник-лейтенант · Лейтенант                         | инженер-лейтенант                             | инженер-лейтенант                             |
| Старший техник-лейтенант                       | старший техник-лейтенант · старший техник-лейтенант · Старший лейтенант | Старший техник-лейтенант                      | Старший техник-лейтенант                      | Старший инженер-лейтенант                  | старший техник-лейтенант · старший техник-лейтенант · Старший лейтенант | Старший инженер-лейтенант                     | Старший инженер-лейтенант                     |
| Инженер-капитан                                | инженер-капитан · инженер-капитан · Капитан                             | инженер-капитан                               | инженер-капитан                               | Инженер-капитан                            | инженер-капитан · инженер-капитан · Капитан                             | инженер-капитан                               | инженер-капитан                               |
| Инженер-майор                                  | инженер-майор · инженер-майор · Майор                                   | инженер-майор                                 | инженер-майор                                 | Инженер-майор                              | инженер-майор · инженер-майор · Майор                                   | инженер-майор                                 | инженер-майор                                 |
| Инженер-подполковник                           | инженер-подполковник · инженер-подполковник · Подполковник              | инженер-подполковник                          | инженер-подполковник                          | Инженер-подполковник                       | инженер-подполковник · инженер-подполковник · Подполковник              | инженер-подполковник                          | инженер-подполковник                          |
| Инженер-полковник                              | инженер-полковник · инженер-полковник · Полковник                       | Инженер-полковник                             | Инженер-полковник                             | Инженер-полковник                          | инженер-полковник · инженер-полковник · Полковник                       | Инженер-полковник                             | Инженер-полковник                             |
| Генерал-майор инженерно-авиационной службы     | генерал-майор · н-з                                                     | Генерал-майор                                 | Генерал-майор                                 | Инженер-генерал-майор береговой службы     | генерал-майор · Генерал-майор                                           | Генерал-майор                                 | Генерал-майор                                 |
| Генерал-лейтенант инженерно-авиационной службы | генерал-лейтенант · н-з                                                 | Генерал-лейтенант                             | Генерал-лейтенант                             | Инженер-генерал-лейтенант береговой службы | генерал-лейтенант · Генерал-майор                                       | Генерал-лейтенант                             | Генерал-лейтенант                             |
| Генерал-полковник инженерно-авиационной службы | генерал-полковник · н-з                                                 | Генерал-полковник                             | Генерал-полковник                             | Инженер-генерал-полковник береговой службы | генерал-полковник · Генерал-майор                                       | Генерал-полковник                             | Генерал-полковник                             |

```
*) Постановление ГКО СССР № 1528 от 4 апреля 1942 года и Приказ НК ВМФ № 55 от 6 апреля 1942 года 
**) Постановление ГКО СССР № 1912 от 
17.06
.
1942
 и приказ НК ВМФ от 
27.06
.
1942
```

| Знаки различия   | Знаки различия              | капитан артиллерийско-технической службы | майор артиллерийско-технической службы | подполковник артиллерийско-технической службы | полковник артиллерийско-технической службы |
| ---------------- | --------------------------- | ---------------------------------------- | -------------------------------------- | --------------------------------------------- | ------------------------------------------ |
| петлицы          | гимнастерка, френч и китель |                                          |                                        |                                               |                                            |
| петлицы          | шинель                      |                                          |                                        |                                               |                                            |
| нарукавные знаки | нарукавные знаки            | Капитан                                  | Подполковник                           | Подполковник                                  | Полковник                                  |

*) Приказ НКО СССР № 278 от 14.09.1942

### Советский офицерский корпус
Впервые командно-начальствующий состав Вооружённых Сил СССР был назван офицерским в приказе народного комиссара обороны от 01.05.1942, который содержал следующие слова:

… Красная Армия стала организованнее и сильнее, её офицерские кадры закалились в боях, а её генералы стали опытнее и прозорливее.

Надежды на успехи летней кампании 1942 года не оправдались, и офицерское звание было введено лишь летом 1943 года, в указах Президиума Верховного Совета СССР в июле и августе, согласно которым:

1. Устанавливалось деление военнослужащих Красной Армии на рядовой состав, сержантский состав, офицерский состав, генералов, а военнослужащих Военно-Морского Флота на рядовой состав, старшинский состав и офицерский состав (младший, средний, высший).
2. В качестве первичного офицерского звания устанавливалось звание младшего лейтенанта.

|                                      | В ветеринарной службе                 | Для инженерно-технического состава береговой службы Военно-Морского Флота Союза ССР | Для инженеров корабельной службы                                                                                         | В артиллерийско-технической службе                        | В инженерно-артиллерийской службе (звание от капитана до полковника только при высшем образовании) | В инженерно-авиационной службе (звание от капитана до полковника только при высшем образовании) | В инженерно-танковой службе (звание от капитана до полковника только при высшем образовании) | Для инженерно-технического состава войск связи, инженерных, противохимической защиты, железнодорожных и топографических войск Красной Армии (звание от капитана до полковника только при высшем образовании) | В интендантской службе                                      | Для военно-юридического состава | Для административного состава             |
| Средний и старший начсостав          | Средний и старший начсостав           | Средний и старший начсостав                                                         | Средний и старший начсостав                                                                                              | Средний и старший начсостав                               | Средний и старший начсостав                                                                        | Средний и старший начсостав                                                                     | Средний и старший начсостав                                                                  | Средний и старший начсостав | Средний и старший начсостав                                 | Средний и старший начсостав     | Средний и старший начсостав               |
| ------------------------------------ | ------------------------------------- | ----------------------------------------------------------------------------------- | --- | --------------------------------------------------------- | -------------------------------------------------------------------------------------------------- | ----------------------------------------------------------------------------------------------- | -------------------------------------------------------------------------------------------- | --- | ----------------------------------------------------------- | ------------------------------- | ----------------------------------------- |
| младший лейтенант медицинской службы | младший лейтенант ветеринарной службы | Звание не вводилось                                                                 | Звание не вводилось | Звание не вводилось                                       | Звание не вводилось                                                                                | Звание не вводилось                                                                             | Звание не вводилось                                                                          | Звание не вводилось | Звание не вводилось                                         | младший лейтенант юстиции       | младший лейтенант административной службы |
| лейтенант медицинской службы         | лейтенант ветеринарной службы         | инженер-лейтенант                                                                   | инженер-лейтенант | техник-лейтенант артиллерийско-технической службы         | | техник-лейтенант инженерно-авиационной службы                                                   | техник-лейтенант инженерно-танковой службы                                                   | | Техник-интендант 2 ранга                                    | лейтенант юстиции               | лейтенант административной службы         |
| старший лейтенант медицинской службы | старший лейтенант ветеринарной службы | старший инженер-лейтенант                                                           | старший инженер-лейтенант корабельной службы                                                                             | старший техник-лейтенант артиллерийско-технической службы | старший техник-лейтенант инженерно-артиллерийской службы                                           | старший техник-лейтенант инженерно-авиационной службы                                           | старший техник-лейтенант инженерно-танковой службы                                           | старший техник-лейтенант инженерно-технической службы | Техник-интендант 1 ранга                                    | старший лейтенант юстиции       | старший лейтенант административной службы |
| капитан медицинской службы           | капитан ветеринарной службы           | инженер-капитан                                                                     | инженер-капитан-лейтенант корабельной службы                                                                             | капитан артиллерийско-технической службы                  | инженер-капитан инженерно-артиллерийской службы                                                    | инженер-капитан инженерно-авиационной службы                                                    | инженер-капитан инженерно-танковой службы                                                    | капитан инженерно-технической службы | капитан интендантской службы                                | капитан юстиции                 | капитан административной службы           |
| майор медицинской службы             | майор ветеринарной службы             | инженер-майор                                                                       | инженер-капитан 3 ранга                                                                                                  | майор артиллерийско-технической службы                    | инженер-майор инженерно-артиллерийской службы                                                      | инженер-майор инженерно-авиационной службы                                                      | инженер-майор инженерно-танковой службы                                                      | майор инженерно-технической службы | майор интендантской службы                                  | майор юстиции                   | майор административной службы             |
| подполковник медицинской службы      | подполковник ветеринарной службы      | инженер-подполковник                                                                | инженер-капитан-лейтенант 2 ранга                                                                                        | подполковник артиллерийско-технической службы             | инженер-подполковник инженерно-артиллерийской службы                                               | инженер-подполковник инженерно-авиационной службы                                               | инженер-подполковник инженерно-танковой службы                                               | подполковник инженерно-технической службы | подполковник интендантской службы                           | подполковник юстиции            | подполковник административной службы      |
| полковник медицинской службы         | полковник ветеринарной службы         | инженер-полковник                                                                   | инженер-капитан 1 ранга                                                                                                  | полковник артиллерийско-технической службы                | инженер-полковник инженерно-артиллерийской службы                                                  | инженер-полковник инженерно-авиационной службы                                                  | инженер-полковник инженерно-танковой службы                                                  | полковник инженерно-технической службы | полковник интендантской службы                              | полковник юстиции               | полковник административной службы         |
| Высший начсостав                     |                                       |                                                                                     | |                                                           | |                                                                                                 |                                                                                              | |                                                             |                                 |                                           |
| генерал-майор медицинской службы     | генерал-майор ветеринарной службы     | инженер-генерал-майор береговой службы                                              | инженер-контр-адмирал, инженер-вице-адмирал, инженер-адмирал Введены 07.05.1940 См. выше «Советские генералы и адмиралы» | Высшее звание не вводилось                                | генерал-майор инженерно-артиллерийской службы                                                      | генерал-майор инженерно-авиационной службы                                                      | генерал-майор инженерно-танковой службы                                                      | генерал-майор инженерно-технической службы | Введены 07.05.1940 См. выше «Советские генералы и адмиралы» | генерал-майор юстиции           | Высшее звание не вводилось                |
| генерал-лейтенант медицинской службы | генерал-лейтенант ветеринарной службы | инженер-генерал-лейтенант береговой службы                                          | инженер-контр-адмирал, инженер-вице-адмирал, инженер-адмирал Введены 07.05.1940 См. выше «Советские генералы и адмиралы» | Высшее звание не вводилось                                | генерал-лейтенант инженерно-артиллерийской службы                                                  | генерал-лейтенант инженерно-авиационной службы                                                  | генерал-лейтенант инженерно-танковой службы                                                  | генерал-лейтенант инженерно-технической службы | Введены 07.05.1940 См. выше «Советские генералы и адмиралы» | генерал-лейтенант юстиции       | Высшее звание не вводилось                |
| генерал-полковник медицинской службы | генерал-полковник ветеринарной службы | инженер-генерал-полковник береговой службы                                          | инженер-контр-адмирал, инженер-вице-адмирал, инженер-адмирал Введены 07.05.1940 См. выше «Советские генералы и адмиралы» | Высшее звание не вводилось                                | генерал-полковник инженерно-артиллерийской службы                                                  | генерал-полковник инженерно-авиационной службы                                                  | генерал-полковник инженерно-танковой службы                                                  | генерал-полковник инженерно-технической службы | Введены 07.05.1940 См. выше «Советские генералы и адмиралы» | генерал-полковник юстиции       | Высшее звание не вводилось                |

### Советская гвардия
Приказом № 308 Народного комиссара обороны от 18.09.1941 четыре особо отличившиеся дивизии — 100-я, 127-я, 153-я и 161-я были преобразованы в 1-ю, 2-ю, 3-ю и 4-ю гвардейские стрелковые дивизии.
Указом Президиума Верховного Совета СССР от 21.05.1942 «О введении для военнослужащих гвардейских частей и соединений Красной Армии и Военно-Морского Флота гвардейских военных званий» перед установленным ранее военным званием военнослужащих гвардейских частей и соединений Красной Армии добавлялось слово «гвардии»; военнослужащих гвардейских кораблей и соединений кораблей — «гвардейского экипажа», для гвардейских казачьих кавалерийских частей — «гвардии казачьих войск».
Проведение в 1942—1943 крупных мероприятий по усовершенствованию воинских званий, успешный ход зимней кампании предполагали введение для особо отличившихся частей, гвардии, особых знаков отличия — погон. Это намерение не было осуществлено, но вместо этого появился нагрудный знак «Гвардия» и осталась мысль о введении погон в армии и на флоте.

## Фотогалерея
- Генерал-майор А. И. Лизюков
- Генерал-лейтенант М. Ф. Лукин
- Генерал-лейтенант Ф. И. Голиков
- Генерал-лейтенант инженерных войск Д. М. Карбышев
- Генерал-лейтенант Ф. Я. Костенко
- Генерал-лейтенант авиации Я. В. Смушкевич
- Генерал-полковник М. П. Кирпонос
- Генерал-полковник танковых войск Д. Г. Павлов
- Генерал армии И. Р. Апанасенко
- Маршал Советского Союза Г. И. Кулик